# Spirastrella carnosa
Spirastrella carnosa är en svampdjursart som beskrevs av Topsent 1897. Spirastrella carnosa ingår i släktet Spirastrella och familjen Spirastrellidae.
Artens utbredningsområde är havet kring Indonesien. Inga underarter finns listade i Catalogue of Life.